# Kvarndammen (Trehörna socken, Östergötland)
Kvarndammen är en sjö i Ödeshögs kommun i Östergötland och ingår i Motala ströms huvudavrinningsområde.